# Brigitte Roüan
Brigitte Roüan (Toló, 28 de setembre de 1946) és una directora, guionista i actriu francesa.

## Vida i carrera
Rouan va néixer en una família de l'Armada Francesa a Toló el 1946. Va quedar òrfena als sis anys i va passar la seva infantesa a Algèria i Senegal. Als 12 anys, va marxar a l'escola d'un convent a París.
La seva carrera d'actriu va començar als 21 anys, als escenaris. La seva actuació obre el camí a petits papers cinematogràfics de directors com Alain Resnais, Jacques Rivette i Bertrand Tavernier.
Rouan es va convertir en directora per dret propi quan va dirigir un curtmetratge titulat Grosse. Va guanyar un Premi César l'any 1986. Es convertiria en directora de llargmetratges amb Outremer (1990), que va guanyar el premi de la Setmana de la Crítica al 43è Festival Internacional de Cinema de Canes. Va protagonitzar la pel·lícula amb Marianne Basler i Nicole Garcia per retratar les germanes de l'Àfrica del Nord colonial durant la dècada de 1950.
L'actual actor-director continuaria en papers, com a Olivier, Olivier (1991) de la directora polonesa Agnieszka Holland.
La pel·lícula de Rouan de 1997 Post coïtum animal triste va cridar l'atenció per la seva representació d'una aventura entre una dona de mitjana edat (interpretada per la mateixa Roüan) i un home més jove. La pel·lícula va ser un èxit al seu país d'origen i va rebre forts avisos a Amèrica, on es va projectar al Festival de Cinema de Nova York abans d'actuar davant del públic artístic. També es va projectar a la secció Un Certain Regard al 50è Festival Internacional de Cinema de Canes.
El 1998, va ser membre del jurat del 48è Festival Internacional de Cinema de Berlín.
És membre del col·lectiu 50/50 que té com a objectiu promoure la igualtat de dones i homes i la diversitat al cinema i audiovisual.

## Filmografia

### Directora
- 1985 : Grosse - Court-métrage
- 1990 : Outremer
- 1996 : Post coïtum animal triste
- 2000 : Sa mère, la pute - telefilm
- 2003 : Travaux, on sait quand ça commence...
- 2009 : Le Débarcadère des Anges Collection Suite noire
- 2012 : Tu honoreras ta mère et ta mère

### Actriu
- 1971 : Le 16 à Kerbriant : Françoise
- 1971 : Out 1 : Spectre
- 1972 : Les Boussardel, minisèrie de René Lucot
- 1974 : Gil Blas de Santillane, telenovel·la de Jean-Roger Cadet
- 1974 : Le Cas Adam et Ève (telefilm) de Serge Witta : Ève
- 1974 : Que la fête commence...
- 1975 : Kafka : La Lettre au père de Nat Lilienstein
- 1975 : Demain les mômes
- 1975 : La Messe dorée
- 1977 : L'Enlèvement du régent - Le chevalier d'Harmental de Gérard Vergez : Duchesse du Maine
- 1977 : Le bord de la mer de Michel Wyn : Rose Crème
- 1977 : Paradiso de Christian Bricout
- 1978 : Médecins de nuit - sèrie de televisió
- 1979 : Cause toujours... tu m'intéresses !
- 1979 : Le Mors aux dents de Laurent Heynemann
- 1980 : C'est encore loin l'Amérique ? de Roger Coggio
- 1980 : Mon oncle d'Amérique
- 1981 : Les Uns et les Autres
- 1982 : Le Quart d'heure américain
- 1983 : Elle voulait faire du cinéma - telefilm
- 1983 : Les Uns et les autres - minisèrie TV
- 1984 : Les Capricieux - telefilm
- 1986 : Les mois d'avril sont meurtriers
- 1986 : Suivez mon regard
- 1986 : Double messieurs
- 1987 : La Petite Allumeuse de Danièle Dubroux
- 1988 : Le Café des Jules de Paul Vecchiali
- 1988 : Sueurs froides - Segment Mort en copropriété - sèrie de televisió
- 1990 : Outremer
- 1991 : Bar des rails
- 1991 : Les Enfants du vent de Krzysztof Rogulski
- 1991 : Léon Morin, prêtre de Pierre Boutron
- 1992 : Olivier, Olivier
- 1992 : Chasse gardée de Jean-Claude Biette
- 1993 : L'Honneur de la tribu
- 1993 : Des héros ordinaires : Les portes du ciel de Denys Granier-Deferre
- 1994 : Le Petit Garçon
- 1995 : Corps inflammables - curtmetratge
- 1995 : Les Agneaux de Marcel Schüpbach
- 1995 : Les Caprices d'un fleuve
- 1996 : Qu'est-ce que tu vas faire ?, curtmetratge de Pierre Linhart
- 1996 : Je m'appelle Régine - telefilm
- 1996 : Post coïtum animal triste
- 1997 : Marie Baie des Anges
- 1997 : Le Silence de Rak
- 1998 : Vénus Beauté (Institut)
- 1998 : Pourquoi pas moi ?
- 1998 : À mort la mort !
- 1999 : Véga - sèrie de televisió
- 1999 : Le Boiteux : Baby blues - telefilm
- 1999 : Inséparables
- 2000 : Sa Mère la pute - telefilm
- 2000 : L'Aîné des Ferchaux - telefilm
- 2000 : De l'amour
- 2001 : Mes 17 ans - telefilm
- 2002 : Le Temps du loup
- 2003 : La Maîtresse du corroyeur - telefilm
- 2003 : Tout le plaisir est pour moi
- 2004 : Bien agités ! - telefilm
- 2007 : Les Chansons d'amour de Christophe Honoré
- 2008 : Made in Italy de Stéphane Giusti
- 2008 : Engrenages, saison 2, (4 épisodes) ,Karine Fontaine
- 2008 : Vénus et Apollon telefilm
- 2009 : Douce France de Stéphane Giusti - telefilm
- 2011 : La Chance de ma vie de Nicolas Cuche
- 2013 : Demi-sœur de Josiane Balasko
- 2013 : 100% cachemire de Valérie Lemercier
- 2014 : Les Combattants de Thomas Cailley
- 2015 : D'une pierre deux coups de Fejria Deliba
- 2016 : Rupture pour tous d'Éric Capitaine
- 2016 : Mal de pierres de Nicole Garcia
- 2017 : Going to Brazil de Patrick Mille
- 2017 : D'après une histoire vraie de Roman Polanski
- 2017 : Ôtez-moi d'un doute de Carine Tardieu
- 2018 : La Belle et la Belle de Sophie Fillières : la mère
- 2018 : Train de vies ou les voyages d'Angélique de Paul Vecchiali
- 2018 : Guy d'Alex Lutz
- 2018 : Roulez jeunesse de Julien Guetta
- 2018 : Le Poulain de Mathieu Sapin
- 2019 : Lune de miel d'Élise Otzenberger
- 2019 : Andy de Julien Weill
- 2020 : Voir le jour de Marion Laine
- 2022 : Chœur de rockers d'Ida Techer et Luc Bricault

### Guionista
- 1990 : Outremer
- 1994 : L'Année Juliette
- 1996 : Post coïtum animal triste
- 2003 : Travaux, on sait quand ça commence...

## Teatre
- 1973 : Smoking ou Les mauvais sentiments de Jean-Pierre Bisson, posada en escena de l'autor, Festival d'automne à Paris
- 1974 : Tambours dans la nuit de Bertolt Brecht, posada en escena Robert Gironès, Théâtre Mécanique
- 1974 : Madras, la nuit où… d'Eduardo Manet, posada en escena Claude Confortès, Festival d'Avignon
- 1975 : Quatorze juillet de Serge Ganzl, posada en escena Denis Llorca, Tréteaux de France
- 1976 : La Comédie sans titre ou La Régénération d'Italo Svevo, posada en escena Robert Gironès, Théâtre du Huitième Lió
- 1976 : Les Amoureux de Carlo Goldoni, posada en escena Caroline Huppert, Théâtre Daniel Sorano Vincennes
- 1977 : La Tragique Histoire d'Hamlet, prince de Danemark de William Shakespeare, posada en escena Benno Besson, Festival d'Avinyí, Théâtre de l'Est parisien
- 1979 : Un ou deux sourires par jour d'Antoine Gallien, posada en escena Jean-Claude Fall, Théâtre Ouvert
- 1984 : Le Pain dur de Paul Claudel, posada en escena Gildas Bourdet, Théâtre de la Salamandre Tourcoing, Théâtre de la Porte-Saint-Martin
- 1985 : Le Pain dur de Paul Claudel, posada en escena Gildas Bourdet, Théâtre de la Ville
- 1986 : Six Personnages en quête d'auteur de Luigi Pirandello, posada en escena Jean-Pierre Vincent, Comédie-Française al Théâtre national de l'Odéon

## Nominacions
- César 1991 : Millor primera pel·lícula per Outremer
- 10ns Premis del Cinema Europeu : Millor actriu europea per Post coïtum animal triste